# هيلين بورنس
هيلين بورنس (بالإنجليزية: Helen Burns)‏ هي ممثلة بريطانية، ولدت في 22 ديسمبر 1917 بلندن في المملكة المتحدة، وتوفيت في 23 يوليو 2018. من الجوائز التي نالتها جائزة لورنس أوليفيه.

## أعمال

### أفلام
- (1980) التغيير

## جوائز
- جائزة لورنس أوليفيه

## وصلات خارجية
- هيلين بورنس على موقع IMDb (الإنجليزية)
- هيلين بورنس على موقع قاعدة بيانات الفيلم (الإنجليزية)